# ナデシコ科

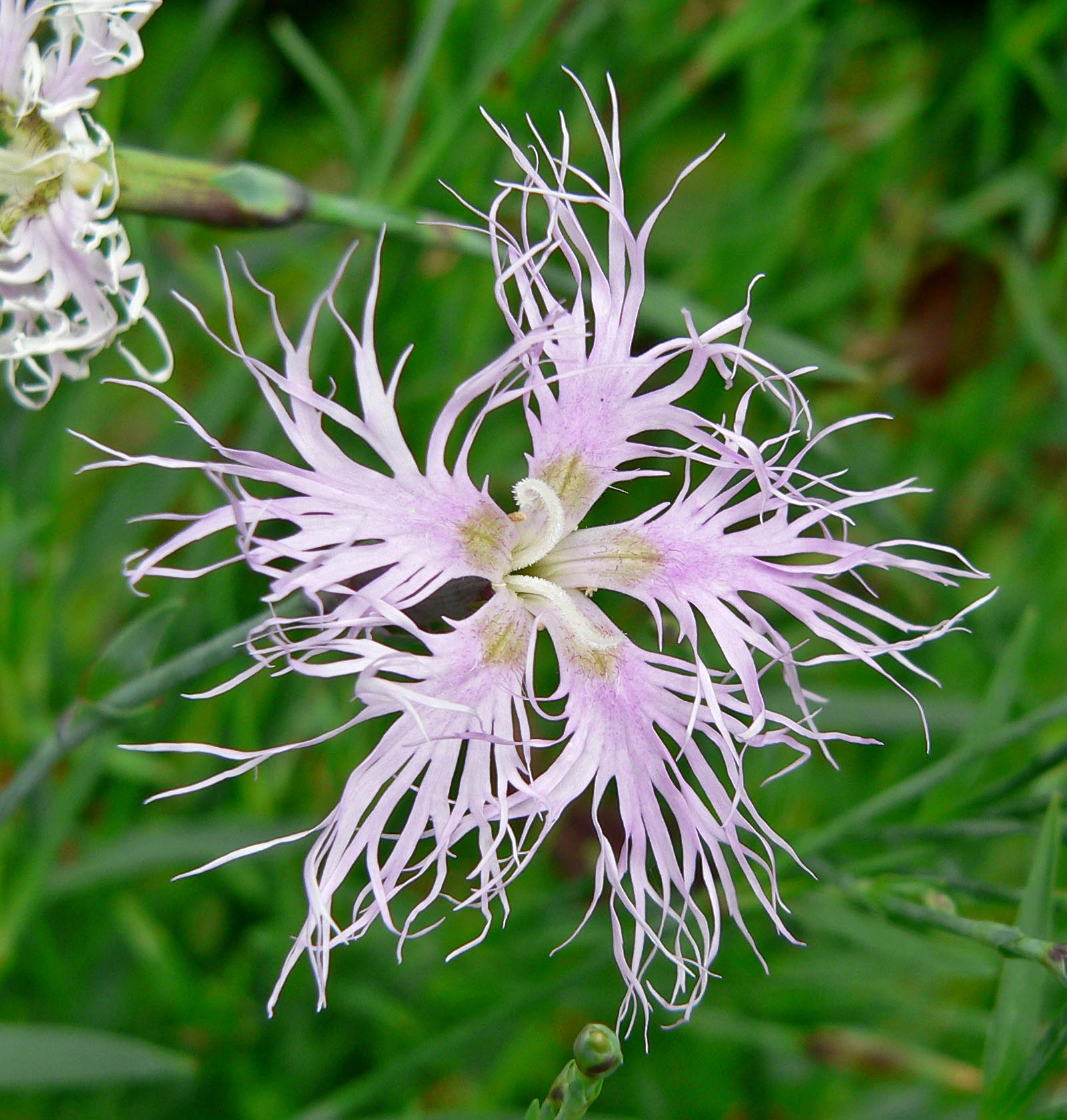
カワラナデシコ（ナデシコ）

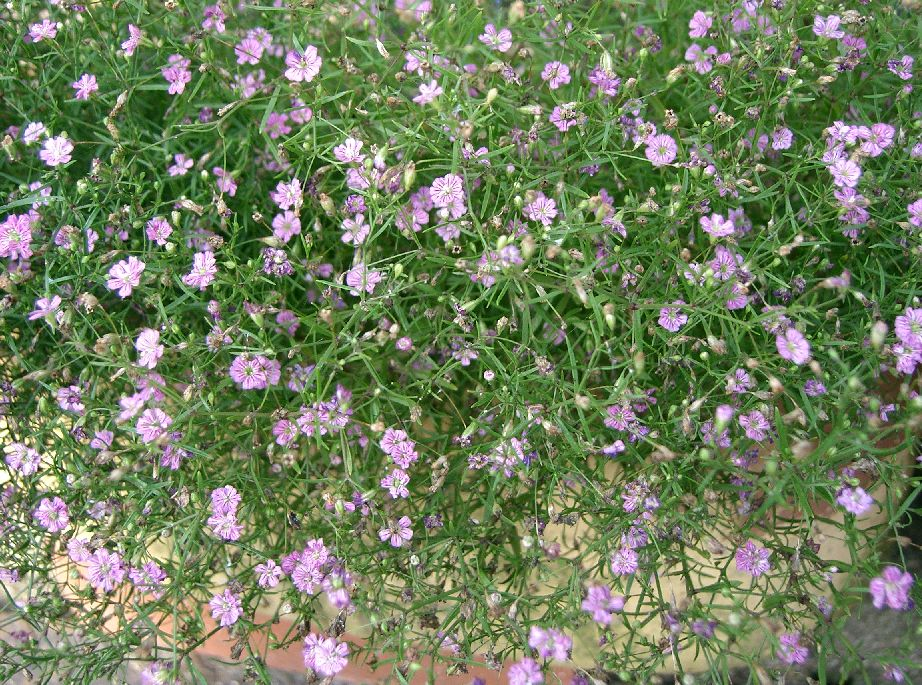
カスミソウ

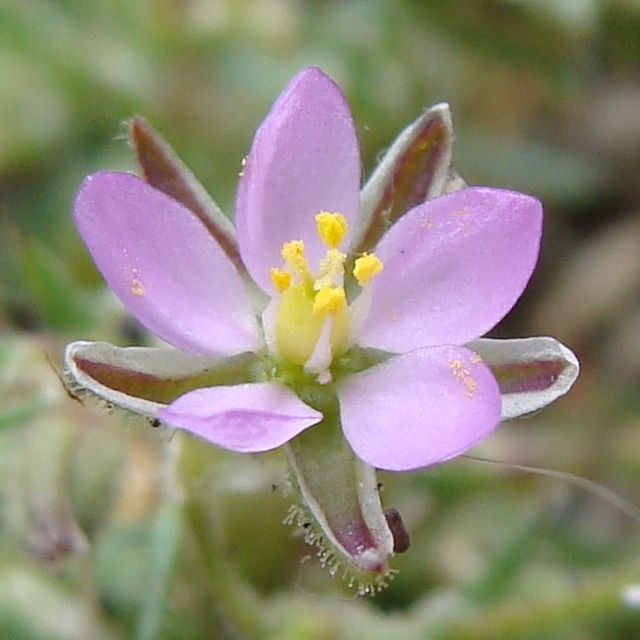
ウシオツメクサ

ナデシコ科（ナデシコか、Caryophyllaceae）は、真正双子葉類ナデシコ目の科の1つで、約88属2000種に達する大きな科であり、ナデシコ目のタイプ科である。熱帯から寒帯まで、アマゾン川流域、コンゴ盆地、オーストラリア西部などを除く世界に広く分布するコスモポリタンで、特に近東から地中海地域に種類が多い。
ナデシコ科の植物に共通する特徴は葉が対生で鋸歯ではないことである。
ナデシコ属やセンノウ属、マンテマ属など園芸植物が多く、ハコベ、ミミナグサなど身の周りの植物としてもなじみ深い種類が多い。

## 分類
ナデシコ科は次のような属に分類される。
- Acanthophyllum
- Achyronychia
- ムギセンノウ属 Agrostemma - ムギセンノウなど
- Allochrusa
- Alsinidendron
- Ankyropetalum
- ノミノツヅリ属 Arenaria - ノミノツヅリなど
- Bolanthus
- Bolbosaponaria
- Brachystemma
- Bufonia
- Cardionema
- ミミナグサ属 Cerastium - ミミナグサ、オランダミミナグサ、オオバナノミミナグサなど
- Cerdia
- Colobanthus - pearlworts
- Cometes
- Corrigiola - strapworts
- ナンバンハコベ属 Cucubalus - ナンバンハコベなど
- Cyathophylla
- ナデシコ属 Dianthus - カワラナデシコ（ナデシコ）、カーネーション、セキチク、アメリカナデシコなど
- Diaphanoptera
- Dicheranthus
- ヤンバルハコベ属 Drymaria - ヤンバルハコベなど
- Drypis
- Geocarpon
- Gymnocarpos
- カスミソウ属 Gypsophila - カスミソウ、コゴメナデシコなど
- Habrosia
- Haya
- Herniaria - ruptureworts
- Holosteum
- ハマハコベ属 Honckenya - ハマハコベ
- Illecebrum
- Kabulia
- Krauseola
- Kuhitangia
- Lepyrodiclis
- Lochia
- Loeflingia
- センノウ属 Lychnis - センノウ、オグラセンノウ、センジュガンピ、フシグロセンノウなど
- フシグロ属 Melandryum
- Mesostemma
- Microphyes
- タカネツメクサ属 Minuartia - タカネツメクサなど
- オオヤマフスマ属 Moehringia - オオヤマフスマなど（ノミノツヅリ属 Arenaria）とすることがある。
- Moenchia
- ウシハコベ属 Myosoton - ウシハコベなど（ハコベ属 Stellaria）とすることがある。
- Ochotonophila
- Ortegia
- Paronychia
- Pentastemonodiscus
- Petrocoptis
- イヌコモチナデシコ属 Petrorhagia - イヌコモチナデシコ、コモチナデシコなど
- Philippiella
- Phrynella
- Pinosia
- Pirinia
- Pleioneura
- Plettkia
- Pollichia
- Polycarpaea
- ヨツバハコベ属 Polycarpon - ヨツバハコベなど
- Polytepalum
- ワチガイソウ属 Pseudostellaria - ワチガイソウなど
- Pteranthus
- Pycnophyllopsis
- Pycnophyllum
- Reicheella
- ツメクサ属 Sagina - ツメクサ、ハマツメクサなど
- Sanctambrosia
- サボンソウ属 - Saponaria - サボンソウなど
- Schiedea
- Scleranthopsis
- Scleranthus - knawels
- Sclerocephalus
- Scopulophila
- Selleola
- マンテマ属 - Silene - マンテマ、ムシトリナデシコ、ビランジ、マツヨイセンノウ、ケフシグロなど
- オオツメクサ属 Spergula - オオツメクサなど
- ウシオツメクサ属 Spergularia - ウシオツメクサ、オオウシオツメクサなど
- Sphaerocoma
- ハコベ属 Stellaria - ハコベ、コハコベ、イワツメクサなど
- Stipulicida
- Thurya
- Thylacospermum
- Uebelinia
- ドウカンソウ属 Vaccaria - ドウカンソウなど
- Velezia
- Wilhelmsia
- Xerotia